# Pyrrus

Szlak bojowy Pyrrusa w Italii

Pyrrus (stgr. Πύρρος trb. Pyrros trl. Púrros; łac. Pyrrhus) (ur. 319, zm. 272 p.n.e. w Argos) – król Epiru z dynastii Ajakidów w latach 307–302 p.n.e. i od 297 p.n.e. do swej śmierci, król Macedonii w latach 288–285 p.n.e., król Sycylii w latach 278–276 p.n.e.; syn króla Epiru Ajakidesa i królowej Ftii II. Znany z powiedzenia pyrrusowe zwycięstwo, które powstało od jego imienia z powodu zwycięskich bitew okupionych zbyt dużymi stratami. Autor niezachowanych Pamiętników i licznych dzieł o sztuce wojennej.

## Życiorys

### Młodość
Pochodził z plemienia Molossów, z którego wywodziła się większość królów Epiru. Około 316 p.n.e. jego ojciec Aeacides został zdetronizowany, a młodego Pyrrusa zaadoptował król plemienia Taulanti, Glaukias. Został wybrany na króla Epiru w 306 p.n.e., jednakże zdetronizowany w 302 p.n.e., zbiegł do Egiptu. Uzyskawszy przychylność Ptolemeusza I, poślubił jego pasierbicę Antygonę i odzyskał władzę w Epirze. Od tej pory dążył do zbudowania pozycji mocarstwowej Epiru – podbił część Macedonii i Tesalię, dzięki małżeństwu z córką Agatoklesa uzyskał panowanie na wyspach Leukada i Korkyra (Korfu).

### Konflikt z Rzymem
W roku 284 p.n.e. wyparty przez Lizymacha z Macedonii, skorzystał z wezwania Tarentejczyków, myśląc o stworzeniu potężnego państwa na zachodzie. Tarentejczycy popadli w konflikt z Rzymem. Pyrrus pobił wojska rzymskie pod Herakleą (280 p.n.e.) i pod Ausculum (279 p.n.e.), ale poniósł ogromne straty. W szczególności ta druga „zwycięska” bitwa została dotkliwie okupiona i to właśnie ona jest źródłem znanej frazy pyrrusowe zwycięstwo. Według relacji Plutarcha i Dionizjusza, gdy po bitwie jeden z oficerów miał gratulować królowi zwycięstwa, ten odpowiedział: Jeszcze jedno takie zwycięstwo, a będę skończony
(gr. Ἂν ἔτι μίαν μάχην νικήσωμεν, ἀπολώλαμεν, trb. An eti mian machen nikesomen, apololamen).
Później pomagał Syrakuzanom w walce przeciw Kartaginie i zdobył większą część Sycylii (278 p.n.e.). Wezwany na pomoc przez swoich sprzymierzeńców italskich, wrócił do Italii. Spotkał się z armią konsularną dowodzoną przez Kuriusza Dentata pod Benewentem (275 p.n.e.), bitwa była nierozstrzygnięta.
Wobec niemożności zdobycia Rzymu, Pyrrus powrócił do Epiru, gdzie zaczął przygotowania do wojny z Macedonią. Zapragnął najpierw zapewnić sobie oparcie na Peloponezie. Po nieudanym oblężeniu Sparty i pogłoskach o nadciąganiu armii macedońskiej, otrzymał propozycję przezimowania w mieście Argos. Gdy znalazł się już pod murami tegoż miasta, mieszkańcy odmówili wpuszczenia jego armii w obręb murów, a na horyzoncie pojawiło się wojsko macedońskie Antygona Gonatasa. Nie pozostało mu nic innego, tylko szturm na miasto. Wraz ze swym wojskiem wszedł do Argos, gdzie natychmiast zaczęła się walka uliczna w wielkim tłoku. Widząc, co się dzieje, Pyrrus nakazał swemu synowi zburzyć część murów miasta, aby w ten sposób umożliwić odwrót. Na skutek pomyłki rozkaz przekręcono i zamiast zburzyć mury, Hellenos wszedł z resztą wojska do Argos, powiększając i tak już wielki chaos. Pyrrus widząc ogromną, stłoczoną masę walczących ludzi próbował zwołać ich do odwrotu, ale bezskutecznie – gwar był taki, że żołnierze rozkazu nie słyszeli. W tej sytuacji Pyrrus chciał przynajmniej sam wydostać się z miasta. Po drodze został draśnięty włócznią, a zwracając się ku napastnikowi, padł ogłuszony dachówką, którą rzuciła mu na głowę matka Argajczyka atakującego króla (według legendy rzuciła ją bogini Demeter przybrawszy postać staruszki). Żołnierz imieniem Zapyros, najemnik Antygona, poznał omdlałego króla Epiru, odciągnął go na bok, a gdy zobaczył, że Pyrrus może odzyskać przytomność, dobił go mieczem.
Przyczyną śmierci Pyrrusa jest fakt, że władcy hellenistyczni często – wzorem Aleksandra Macedońskiego – woleli kierować walką z pierwszej linii, zamiast dowodzić z tyłu, co powodowało zbędne ryzyko (śmierć wodza oznaczała porażkę – nie pozostaje nikt, kto zapłaci najemnym żołnierzom). Pyrrus był największym wodzem hellenistycznym, gruntownie wyszkolonym, świetnym taktykiem. Po jego śmierci Antygon wcielił resztę jego żołnierzy do swojej armii. Pyrrus pisał pamiętniki, ale żaden nie zachował się do dziś. Plutarch napisał jego biografię.

### Małżeństwa i potomstwo
Pyrrus miał pięć żon:
- Od ok. 300 p.n.e. pierwszą z nich była Antygona (zm. 297/296 p.n.e.), córka możnowładcy macedońskiego Filipa i Bereniki, przyszłej żony Ptolemeusza I Sotera, króla Egiptu. Miał z nią dwoje dzieci (syna i córkę):
  - Ptolemeusz (ur. ok. 297, zm. 272 p.n.e.), królewicz oraz wódz Epiru;
  - Olimpias II (zm. ok. 234 p.n.e.), przyszła żona brata przyrodniego Aleksandra II.
- W 295 p.n.e. poślubił drugą żonę Lanassę, córkę króla Syrakuz Agatoklesa. Miał z nią syna:
  - Aleksander II (zm. 255 p.n.e.), przyszły król Epiru.
- Od ok. 295 p.n.e. trzecią żoną była Birkenna, córka Bardylisa II, króla iliryjskich Dardanów. Miał z nią syna:
  - Helenos (zm. po 272 p.n.e.), wódz epirocki.
- Czwartą żoną była nieznana z imienia córka Audoleona, króla Pajonów.
- Od 281 p.n.e. piątą i ostatnią żoną była nieznana z imienia córka Ptolemeusza Keraunosa, króla Macedonii.